# Buszujący w zbożu
Buszujący w zbożu (ang. The Catcher in the Rye) – powieść amerykańskiego pisarza J.D. Salingera, po raz pierwszy opublikowana w 1951 roku. Niedługo po wydaniu stała się jedną z najbardziej napiętnowanych książek w Stanach Zjednoczonych. Książka budziła kontrowersje m.in. ze względu na poruszanie wątków związanych z seksualnością nieletnich oraz używanie wulgaryzmów przez głównego bohatera.
Chociaż początkowo wydana została jako książka dla dorosłych czytelników, obecnie znajduje się na liście lektur licealnych i szkół wyższych we wszystkich krajach anglojęzycznych. Przetłumaczona została na niemalże wszystkie ważniejsze języki świata. Szacuje się, że rocznie na świecie sprzedawanych jest około 250 tysięcy egzemplarzy Buszującego w zbożu, co daje około 65 milionów sprzedanych egzemplarzy od momentu wydania. Znalazła się na liście stu najlepszych książek wydanych w latach 1923–2005, którą to listę sporządził tygodnik Time. W plebiscycie na sto najlepszych anglojęzycznych powieści XX wieku, sporządzonym przez wydawnictwo Modern Library, zajęła 64. miejsce.
Główny bohater książki, Holden Caulfield, stał się ikoną nastoletnich buntowników i prowokatorów. Napisana w pierwszej osobie powieść opisuje kilka dni z życia Holdena, kiedy to ten błąka się po Nowym Jorku po ucieczce z prywatnej szkoły średniej Pencey Prep w Pensylwanii.
W Polsce książka po raz pierwszy wydana została w roku 1961 przez wydawnictwo Iskry. Pierwszą tłumaczką była Maria Skibniewska. Oryginalny tytuł to aluzja do wiersza Roberta Burnsa Comin’ Thro’ the Rye.

## Opis fabuły
Właściwą akcją powieści jest retrospekcja z trzech dni i dwóch nocy w połowie grudnia 1949 roku.
Holden Caulfield, wydalony z prywatnej szkoły średniej Pencey Prep na kilka dni przed końcem pierwszego semestru, obserwuje ze wzgórza ostatni w sezonie towarzyski mecz futbolowy szkolnej drużyny. Następnie odwiedza profesora Spencera, nauczyciela historii, z którym chciał się pożegnać przed wyjazdem do domu, jednak rozdrażniony rozmową o swoich słabych wynikach w nauce szybko kończy wizytę.
Wieczorem, po powrocie do internatu, Holden dowiaduje się, że jego współlokator, Stradlater, był na randce z Jane Gallagher, dawną przyjaciółką Caulfielda. Gdy Stradlater nie odpowiada na pytania o przebieg randki, Holden usiłuje go uderzyć, jednak szybko zostaje pokonany. Postanawia opuścić szkołę w środku nocy i wrócić do Nowego Jorku. By uniknąć spotkania z rodziną, wynajmuje pokój w Hotelu Edmont.
Holden odwiedza dwa kluby nocne, gdzie spotyka między innymi byłą dziewczynę swojego brata, D.B., oraz trzy turystki z Seattle, z którymi tańczy. Wciąż jednak czuje się samotny; wszystkie napotkane osoby postrzega jako płytkich i nudnych snobów. W hotelu windziarz Maurice proponuje chłopakowi usługi prostytutki; Holden zgadza się. Gdy młoda dziewczyna, Sunny, przychodzi do jego pokoju, chłopak traci odwagę. Proponuje, by spędzili czas na rozmowie, jednak zirytowana Sunny wychodzi. Wkrótce w pokoju Holdena zjawia się Maurice, żądając dodatkowych pieniędzy. Gdy Holden odmawia zapłacenia, Maurice w złości uderza go w brzuch i zabiera pięć dolarów.
Następnego dnia, w niedzielę, Holden umawia się do teatru ze swoją byłą dziewczyną, Sally Hayes. Wcześniej udaje się na śniadanie na Grand Central Station, gdzie rozmawia z dwiema zakonnicami. Ponieważ zrobiły na nim pozytywne wrażenie, przekazuje dziesięć dolarów na cele dobroczynne. Po śniadaniu kupuje płytę młodszej siostrze, Phoebe, i odwiedza Muzeum Historii Naturalnej, gdzie spodziewa się napotkać dziewczynkę. Po wieczornym wyjściu do teatru Holden zwierza się Sally z podłego samopoczucia. Pod wpływem impulsu proponuje jej ucieczkę do Nowej Anglii i wspólne życie. Kiedy dziewczyna odmawia, Holden komentuje to ostro, doprowadzając Sally do płaczu, za co później bezskutecznie przeprasza.
Kolejny dzień Holden spędza, błąkając się po mieście; spotyka dawnych znajomych i wspomina młodszego brata, Alliego, który zmarł na białaczkę. W nocy postanawia zakraść się do domu, aby odwiedzić Phoebe, ponieważ tylko z nią jest w stanie naprawdę się porozumieć. Dzieli się z siostrą swoją fantazją (inspirowaną błędnie usłyszaną piosenką Roberta Burnsa – Comin’ Through the Rye) o byciu „strażnikiem w zbożu” – człowiekiem strzegącym dzieci, które bawią się beztrosko w wielkim polu zboża na skraju klifu. Zadaniem „buszującego” jest chwytać dzieci, które zanadto zbliżą się do przepaści. Gdy rodzice wracają do domu, Holden ucieka, prosząc siostrę, by nie mówiła nikomu o jego wizycie. Zatrzymuje się u pana Antoliniego, byłego nauczyciela angielskiego, którego bardzo ceni. Po długiej rozmowie Holden zasypia, ale w środku nocy budzi go pan Antolini, głaszcząc po włosach. Sądząc, że nauczyciel chce go wykorzystać seksualnie, chłopak ponownie ucieka.
Następnego dnia, w poniedziałek, Holden błąka się po mieście, fantazjując na temat ucieczki i rozpoczęcia samotniczego życia. Najpierw decyduje się jednak pożegnać z siostrą, zostawia więc dla niej wiadomość w szkole. Phoebe zjawia się na miejscu spotkania ze spakowaną walizką, nalegając, by chłopak zabrał ją ze sobą. Holden nie zgadza się, co doprowadza dziewczynkę do furii. Chcąc poprawić jej humor, zabiera Phoebe do zoo i obiecuje, że nigdzie nie wyjedzie. Kiedy dziewczynka zajmuje miejsce na karuzeli, rozpoczyna się ulewa. Holden, ogarnięty nagle ogromną radością, zostaje na deszczu i obserwuje siostrę.
W ostatnim rozdziale Holden opowiada krótko o swoim obecnym położeniu – ma rozpocząć naukę w nowej szkole. Ku własnemu zaskoczeniu odkrywa, że tęskni za osobami, o których opowiedział, nawet za Stradlaterem i windziarzem Maurice’em.

## Bohaterowie książki

### Pierwszoplanowi
- Holden Caulfield – główny bohater i jednocześnie pierwszoosobowy narrator powieści. Z powodu słabych wyników w nauce wielokrotnie zmienia szkoły. Wyalienowany, samotny, nienawidzi snobizmu i fałszu, bardzo krytycznie odnosi się do świata, w którym żyje. Niestabilny emocjonalnie, ma silną skłonność do fantazjowania. Jest bardzo przywiązany do młodszej siostry, Phoebe.
- Phoebe Caulfield – dziesięcioletnia siostra Holdena. Z bratem łączy ją bliska więź. Jest to bystra, obdarzona bogatą wyobraźnią, dobra uczennica, mająca zdolności artystyczne (pisanie, udział w szkolnych przedstawieniach).
- Alik Caulfield (w oryginale Allie) – zmarły na białaczkę brat Holdena, D.B. i Phoebe, wielokrotnie wspominany na kartach powieści. Był bardzo przywiązany do rodzeństwa, towarzyski, sympatyczny. Był też fanem baseballa. Jego śmierć wywarła silny wpływ na Holdena, który często powraca do tego wydarzenia.
- Jane Gallagher – była sąsiadka Caulfieldów, bliska przyjaciółka Holdena. Wychowywana przez ojczyma, którego Holden postrzega jako niebezpiecznego. Bardzo inteligentna, wrażliwa, lecz niezbyt atrakcyjna. Interesuje się sportem i książkami. W powieści pojawia się we wspomnieniach Caulfielda i rozmowach bohaterów.
- D.B. – najstarszy z rodzeństwa Caulfieldów, wzięty pisarz, pracujący w Hollywood. W zakończeniu powieści wymieniony jest jako jeden ze słuchaczy opowieści Holdena.

### Drugoplanowi
- Ward Stradlater – kolega Holdena z jednego pokoju. Opisywany jako przystojny elegant, mający jednak zwyczaj golenia się brudną brzytwą. Holden odnosi się do niego z niechęcią, pisze jednak dla niego wypracowanie na angielski (choć ostatecznie Stradlater i tak nie jest z niego zadowolony). Chodzi z Jane Gallagher, daje do zrozumienia, że uprawia z nią seks w samochodzie swojego trenera. Wściekły Holden go atakuje, zostaje jednak szybko pokonany.
- Robert Ackley – gburowaty osiemnastolatek z pokoju przylegającego do kwatery Stradlatera i Caulfielda, zagorzały katolik. Nie ma przyjaciół wśród innych uczniów, głównie ze względu na swój brak higieny, niechęć do nawiązywania jakiegokolwiek kontaktu ze światem zewnętrznym i zwyczaj dotykania rzeczy, które do niego nie należą. Często opowiada nawzajem się wykluczające wersje swojego wakacyjnego romansu. Holden po kłótni ze Stradlaterem rozważa przenocowanie w wolnym łóżku kolegi Ackleya z pokoju, ostatecznie jednak z tego rezygnuje.
- Pani Morrow – sympatyczna kobieta, matka jednego z uczniów „Pencey”, Ernesta, który, o czym nie wie, jest notorycznym łobuzem. Spotyka Holdena, który przedstawia się jako Rudolf Schmidt, w pociągu do Nowego Jorku. „Schmidt” opowiada jej niestworzone rzeczy o jej synu, w co ta najwyraźniej wierzy.
- Faith Cavendish – rzekoma striptizerka, której telefon dał Holdenowi na pewnej imprezie pewien chłopak z Princeton University, Eddie Birdsell. Po przybyciu do hotelu Edmont Caulfield decyduje się do niej zadzwonić i zaprosić ją na koktajl, ona jednak odmawia randki w tym terminie. Holden nieopatrznie stwierdza, że na inny nie może sobie pozwolić, co ostatecznie przekreśla wszelkie szanse na spotkanie.
- Berenika, Marty i Laverne – trzy przyjaciółki z Seattle, które przyjechały do Nowego Jorku. Holden spotyka je w Lawendowej Sali i próbuje nawiązać znajomość. Wszystkie trzy okazują się być jednak w jego odczuciu niezwykle głupimi i – w przypadku Marty i Laverne – również brzydkimi.
- Lilian Simmons – była dziewczyna D.B., którą Holden spotyka w lokalu Erniego razem z nowym chłopakiem. Zachowuje się wobec Caulfielda wyniośle, na odchodnym każe mu przekazać bratu, że go nienawidzi.
- Maurice – windziarz w hotelu Edmont, a zarazem stręczyciel. Proponuje Holdenowi „sztos” za pięć dolarów, na co ten się zgadza. Później jednak idzie wyegzekwować do niego spłatę dziesięciu dolarów, co osiąga, uderzając chłopaka w brzuch.
- Sunny – prostytutka w wieku Holdena na usługach Maurice’a. Do Caulfielda odnosi się niechętnie, a gdy rezygnuje on z seksu, żąda od niego dziesięciu dolarów zapłaty. Gdy ten odmawia, nazywa go ofermą, po czym idzie po Maurice’a i razem z nim zabierają „zaległe” pięć dolarów z portfela Holdena.
- Sally Hayes – była dziewczyna Holdena, który uważa ją co prawda za bardzo piękną, lecz jednocześnie za sztuczną i głupią. Natarczywie prosi go o pomoc w udekorowaniu choinki na kolejną Wigilię. Mimo to umawia się z nią w Nowym Jorku na randkę. W pewnym momencie proponuje jej udział w swoim planie ucieczki z miasta daleko na zachód, a gdy uznaje ona go za niepoważny, Holden ją obraża. Bezskutecznie usiłuje ją przeprosić, później też do niej dzwoni – lecz, będąc kompletnie pijanym, udaje mu się tylko zapewnić, że pomoże jej udekorować choinkę następnym razem.
- Zakonnice – dwie siostry zakonne, które Holden spotyka w nowojorskim barze. Jedną z nich (tą, z którą rozmawia) uznaje za bardzo sympatyczną. Podziwia ich skromność i oddanie. Ich zadaniem jest nauka dzieci w biednej dzielnicy miasta.
- Carl Luce – dziewiętnastoletni absolwent szkoły w Whooton, do której wcześniej chodził Holden, który z nudów dzwoni do niego i proponuje spotkanie w barze „Wicker”, mimo że niezbyt przepada za Carlem. Opisuje go jako intelektualistę wyczulonego na wszelkie przejawy homoseksualizmu (choć pojawiają się sugestie, że sam może być gejem). Ma dziewczynę z Szanghaju, jego ojciec jest psychoanalitykiem. Fascynuje się seksualną filozofią Wschodu. W czasie krótkiej rozmowy z Holdenem (toczącej się wyłącznie wokół seksu) proponuje mu wizytę u swojego ojca.
- Państwo Caulfield – spośród nich bezpośrednio pojawia się jedynie matka, zwabiona światłem lampy w pokoju córki, która przed chwilą rozmawiała z Holdenem. Opisywana jako niezwykle czujna i drażliwa, w przeciwieństwie do swojego męża.
- Pan Antolini – młody nauczyciel angielskiego, ulubiony pedagog Holdena, którego uczył w Elkton Hills. To właśnie u niego Caulfield stara się o nocleg. Antolini długo poucza go o istotności wykształcenia, i posiadaniu w życiu jasnego celu, czym zyskuje sobie u Holdena duży szacunek. W nocy jednak niechcący budzi chłopaka, głaszcząc jego głowę. Ten, przerażony, że ma do czynienia z pederastą, szybko ulatnia się z mieszkania. Potem ma jednak wątpliwości, czy prawidłowo zinterpretował gest nauczyciela.
- Pani Antolini – starsza od swojego męża, tworzą jednak zgrane małżeństwo.
- Profesor Spencer – nauczyciel historii w Pencey. Holden odbywa z nim rozmowę pożegnalną. Spencer, ku irytacji chłopaka, pouczał go jakim trzeba być i co jest najważniejsze w życiu.

## Tematy poruszone w książce
- Różnice między światem dorosłych a dzieciństwem. Świat dorosłych przedstawiony jest jako udawany, sztuczny i pełen pozorów (ang. phoney), dzieciństwo zaś jest idyllicznym czasem, w którym panują zasady naturalności i autentyzmu (reprezentowane przez Phoebe). Książka jest apoteozą dzieciństwa, co w sposób szczególny podkreślone jest przez metaforę buszującego w zbożu, czyli osoby, która łapie dzieci na moment przed ich upadkiem z klifu (metafora dorosłości).
- Wyizolowanie jednostki ze społeczeństwa (Holden chce uciec i udawać głuchoniemego).
- Upadek amerykańskiego społeczeństwa, krytyka kultury masowej (Holden np. często podkreśla, że nie lubi filmów, a swojego pracującego w Hollywood brata nazywa prostytutką).

## Kontrowersje
W 1960 roku amerykański nauczyciel został zwolniony za omawianie na lekcji Buszującego w zbożu, później jednak przywrócono go na stanowisko. W latach 1961–1982 powieść była najbardziej cenzurowaną książką w amerykańskich szkołach średnich i bibliotekach. W roku 1981, mimo ostrej cenzury, była drugą najczęściej omawianą lekturą w amerykańskich szkołach publicznych. Według Stowarzyszenia Bibliotek Amerykańskich Buszujący w zbożu zajął 13. miejsce na liście najbardziej napiętnowanych książek wydanych w latach 1900–2000.
Główną przyczyną kontrowersji był w dużej mierze wulgarny język bohatera, który nierzadko używa takich słów jak fuck (ang. „jebać”, „pierdolić”) czy goddam (ang. „[jasna] cholera”). Jako inne przyczyny podaje się nawiązania do spraw związanych z seksualnością, bluźnierstwa, lekceważenie wartości rodzinnych i moralnych nakazów, zaś – według przeciwników książki – Holden przedstawiony zostaje jako figura zachęcająca do buntu, promująca wśród młodzieży picie alkoholu, palenie, posługiwanie się kłamstwem czy swobodę seksualną. Shelley Keller-Gage, nauczycielka szkoły średniej, w 1989 roku stanęła w obronie książki, stwierdzając, że osoby ją krytykujące są dokładnie takie same jak Holden, również starają się zostać strażnikami w zbożu. W miejscowości Boron, zamieszkiwanej przez nauczycielkę, wokół Buszującego w zbożu rozpętała się burza, zaś w miejscowej bibliotece stworzono listę osób oczekujących na jej wypożyczenie, co nie zdarzyło się tam nigdy wcześniej.
Mark David Chapman, który w 1980 roku zastrzelił Johna Lennona, miał przy sobie egzemplarz Buszującego w zbożu, gdy tuż po dokonaniu morderstwa został aresztowany przez policję, zaś John Hinckley Jr., który w 1981 roku próbował zastrzelić prezydenta Ronalda Reagana, również miał obsesję na punkcie tejże książki, chciał nawet zmienić imię i nazwisko na Holden Caulfield.